# Diocèse de Saskatoon
Le diocèse de Saskatoon est un diocèse latin de l'Église catholique situé dans la province ecclésiastique de Regina en Saskatchewan au Canada.

## Histoire
Le diocèse de Saskatoon a été érigé le 9 juin 1933 en étant séparé du diocèse de Prince-Albert-Saskatoon qui prit alors le nom de diocèse de Prince-Albert. Le 14 septembre 1998 le diocèse de Gravelbourg (de) et l'abbaye territoriale de Saint-Pierre de Muenster ont été supprimés et leurs territoires furent ajoutés à celui du diocèse de Saskatoon et une partie du territoire du diocèse de Gravelbourg fut intégrés à l'archidiocèse de Regina.

## Ordinaires
- Gerald Murray (1933-1944)
- Philip Francis Pocock (1944-1951)
- Francis Joseph Klein (1952-1967)
- James Patrick Mahoney (1967-1995)
- James Vernon Weisgerber (de) (1996-2000)
- Albert LeGatt (2001-2009)
- Donald Bolen (2009-2016), transféré à Regina
- Mark Hagemoen (en) (depuis 2017)